# Shelly Manne
Shelly Manne (New York, 11 giugno 1920 – Los Angeles, 26 settembre 1984) è stato un batterista statunitense di musica jazz.

## Biografia
Considerato un appartenente al jazz della West Coast, Manne iniziò la sua carriera nelle grandi formazioni degli anni 1940, mettendosi particolarmente in luce nelle orchestre di Stan Kenton e Woody Herman, dove era una star; era famoso per la sua versatilità e capacità di suonare in moltissimi stili, tra cui dixieland, swing, bebop, free jazz e fusion. Queste sue qualità ne facevano un sideman ideale e lo si può ascoltare in incisioni a fianco della maggior parte dei più grandi nomi del jazz degli anni 1940 e 1950 (ricordiamo tra le tante la sua partecipazione all'album di Sonny Rollins Way Out West). Manne, che vanta anche una nutrita discografia come leader ("Shelly Manne & His Friends" e soprattutto "Shelly Manne & His Men") fu anche un richiestissimo musicista di studio e si può ascoltare il suo drumming nelle colonne sonore di centinaia di film di Hollywood e di programmi televisivi. Nei tardi anni 1960 e nel decennio successivo, in un periodo in cui l'interesse del grande pubblico nei confronti della musica jazz era decisamente calato, Manne continuò a sostenerne "la causa", organizzando concerti nel suo locale, lo "Shelly's Manne-Hole". Lavorò con Peggy Lee, Tom Waits, Barry Manilow.
Shelly Manne morì d'infarto a Los Angeles, il 26 settembre 1984.

## Discografia essenziale
(date delle registrazioni originali)

### Come leader
- Shelly Manne & His Men, The West Coast Sound (1953-55, Contemporary)
- Shelly Manne & His Men, Swinging Sounds (1956, Contemporary)
- Shelly Manne & His Men, More Swinging Sounds (1956, Contemporary)
- Shelly Manne & His Friends, My Fair Lady (1956 Contemporary)
- Shelly Manne & His Friends, Li'l Abner (1957 Contemporary)
- Shelly Manne & His Friends, Bells are Ringing (1958, Contemporary)
- Shelly Manne & His Men, The Gambit (1958, Contemporary)
- Shelly Manne & His Men, At The Black Hawk (5 CDs, 1959, Contemporary)
- Shelly Manne & His Men, Shelly Manne & His Men Play Peter Gunn (1959, Contemporary)
- Shelly Manne & His Men, At The Manne Hole (2 CDs, 1961, Contemporary)
- Shelly Manne, 2-3-4 (1962, Impulse!)
- Shelly Manne, My Son the Jazz Drummer (1962, Contemporary; reissued as Steps to the Desert, 2004)
- Shelly Manne & His Men, Boss Sounds! (1966, Atlantic)
- Shelly Manne, Daktari (1967, Contemporary)
- Shelly Manne, Perk Up (1967; released 1977, Concord)
- Shelly Manne, Double Piano Jazz Quartet in Concert at Carmelo's (2 CDs, 1980, Trend)
- Russ Freeman & Shelly Manne, One on One (1982, Atlas; reissued 2001, Contemporary)

### Come sideman
- Art Pepper and Shorty Rogers, Popo (1951; Xanadu Records)
- Sonny Rollins, Way Out West (1957, Contemporary)
- Benny Carter, Jazz Giant (1957, 1958, Contemporary)
- Howard McGhee, Maggie's Back in Town (1961, Contemporary)
- Bill Evans, Empathy and A Simple Matter of Conviction (2 LPs [1962 and 1966] reissued on one CD, Verve)
- Ella Fitzgerald, Whisper Not (1967, Verve)
- Sonny Criss, I'll Catch the Sun (1969, Prestige)
- Art Pepper, Living Legend (1975, Contemporary)
- The Three, The Three with Joe Sample and Ray Brown (1975, EastWind; reissued 2005, Test of Time)
- Brass Fever, Brass Fever (1975, ABC Records)
- Tom Waits, Small Change (1976, Asylum Records)
- Tom Waits, Foreign Affairs (1977, Asylum Records)
- Hank Jones, Just for Fun (1977, Galaxy)
- Itzhak Perlman, André Previn, Jim Hall, and Red Mitchell, A Different Kind of Blues (1980, Angel; reissued 1992)
- Tom Waits, One from the Heart (1982, CBS Records)
- The John Lewis Group, Kansas City Breaks (1982, Finesse)
- Bill Mays Quintet, Tha's Delights (1983, Trend)
- Ornette Coleman , Tomorrow Is the Question! (Contermporary S 7569)